# Довгівка (Нікопольський район)
Довгі́вка — село в Україні, у Нікопольському районі Дніпропетровської області. Входить до складу Першотравневської сільської громади. Населення — 142 мешканця.
Колишній орган місцевого самоврядування — Криничуватська сільська рада.

## Географія
Село Довгівка знаходиться за 1,5 км від сіл Голубівка та Криничувате. Селом протікає річка Балка Березняги. Поруч проходить автомобільна дорога Т 0435.

## Історія
12 червня 2020 року, відповідно до розпорядження Кабінету Міністрів України № 709-р від «Про визначення адміністративних центрів та затвердження територій територіальних громад Дніпропетровської області», увійшло до складу Першотравневської сільської громади.
19 липня 2020 року, в результаті адміністративно-територіальної реформи і ліквідації Нікопольського району (1923—2020), село увійшло до складу новоутвореного Нікопольського району.

## Населення

### Мова
Розподіл населення за рідною мовою за даними перепису 2001 року:
| Мова       | Кількість | Відсоток |
| ---------- | --------- | -------- |
| українська | 140       | 98.59%   |
| російська  | 2         | 1.41%    |
| Усього     | 142       | 100%     |